# 北房镇
北房镇，是中华人民共和国北京市怀柔区下辖的一个镇，位于怀柔城区东，辖区平原面积43.24平方公里，其中有33.24平方公里在怀柔科学城规划范围之内。东临潮白河，南为京东平原。

## 行政区划
北房镇下辖以下地区：
幸福东园社区、裕华园社区、宰相庄村、安各庄村、北房村、南房村、黄吉营村、驸马庄村、梨园庄村、郑家庄村、韦里村、小罗山村、大罗山村、小辛庄村、大周各庄村、小周各庄村、新房子村和胜利村。

## 交通
京承铁路、 101国道横贯境内。